# Accademia Albertina
L'Accademia Albertina di Belle Arti di Torino è un'accademia d'arte statale appartenente al comparto universitario dell'Alta Formazione Artistica e Musicale (AFAM), per lo studio e la ricerca artistica e scientifica delle belle arti, della storia dell'arte, dei linguaggi del cinema, della televisione, dei new media, dei linguaggi multimediali e del fashion e product design.
Rifondata nel 1833 da Carlo Alberto di Savoia come Regia Accademia Albertina, ha sede a Torino, in via Accademia Albertina n. 6.

## Storia

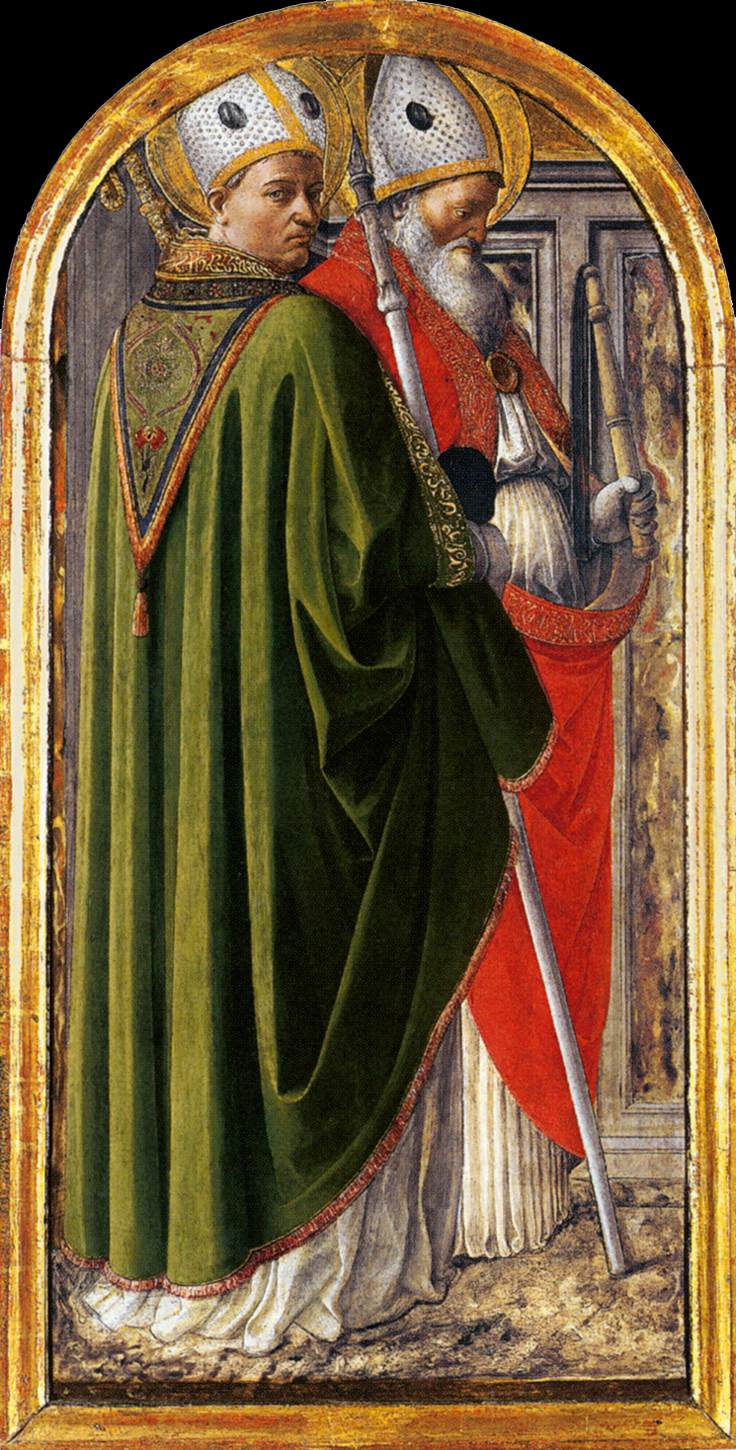
Filippo Lippi, Santi Agostino e Ambrogio

### La Compagnia di San Luca
Nella prima metà del Seicento esisteva a Torino una "Università dei Pittori, Scultori e Architetti" che nel 1652 diventerà la Compagnia di San Luca. È nel 1678 che la "Compagnia" prende l'appellativo di Accademia grazie a Maria Giovanna Battista di Savoia-Nemours, vedova del duca di Savoia Carlo Emanuele II, la quale ispirandosi alla Académie Royale de Paris la trasforma nella "Accademia dei pittori, Scultori e Architetti" di Torino.
La costituzione della Reale Accademia di pittura e scultura nel 1778, a un secolo di distanza dalla prima fondazione, fu tra i primi avvenimenti che inaugurarono il periodo delle riforme del regno di Vittorio Amedeo III sotto la spinta di una politica di promozione e di aggiornamento culturale.

### La Regia Accademia Albertina
Nel 1833 Carlo Alberto, re di Sardegna, particolarmente sensibile all'arte, rifonda la vecchia accademia dandole il nuovo nome di "Regia Accademia Albertina". L'Accademia si trasferisce nel nuovo palazzo donato da Carlo Alberto, e si crea una pinacoteca con scopi principalmente didattici. Molti dipinti furono donati dal marchese Monsignor Mossi di Morano, tra cui una preziosa pala d'altare di Filippo Lippi. Molto rapidamente la pinacoteca si arricchisce fino a diventare un importante polo museale, con una gipsoteca e una vasta biblioteca, nella quale sono raccolti volumi preziosi, ma anche stampe, disegni e fotografie di grande valore storico. Regista della nuova stagione artistica della scuola fu Roberto d'Azeglio (1790-1862).
Tra la fine dell'Ottocento e l'inizio del Novecento l'Accademia è all'avanguardia nella transizione fra il realismo e le nuove correnti artistiche. Fra gli artisti di maggior prestigio i pittori Pier Celestino Gilardi, Andrea Gastaldi, Antonio Fontanesi, Giacomo Grosso, Cesare Ferro Milone, Domenico Buratti, Evangelina Alciati e gli scultori Vincenzo Vela, Odoardo Tabacchi ed Edoardo Rubino.
Una nuova svolta artistica, con artisti di grande reputazione, si produce negli anni Quaranta del Novecento, grazie al lavoro di pittori come Felice Casorati, Enrico Paulucci, Francesco Menzio, Italo Cremona e scultori come Sandro Cherchi, incisori come Mario Calandri. La sede subì gravi danni durante i bombardamenti alleati del 1942 e 1943.

### Dal dopoguerra
Nel dopoguerra la sede viene restaurata.
In questi anni l'Accademia ha riorganizzato e riaperto al pubblico la preziosa Pinacoteca, intensificato l'attività espositiva con un accento particolare sulle conferenze e seminari.
Dal 2013, sotto la direzione di Salvo Bitonti, l’Accademia ha conosciuto una forte spinta verso l’internazionalizzazione, a tal punto da essere considerata una delle accademie d’arte più conosciute all’estero, in particolare nei paesi asiatici. L'attività espositiva ha focalizzato la propria attenzione sui patrimoni storici dell'istituzione, presentando mostre di artisti di fama che hanno insegnato presso l'Accademia nel corso del Novecento. 
Di rilievo, anche la costituzione della Scuola di Cinema, Fotografia e Audiovisivo nell’a.a. 2022/2023 e l’attivazione del dottorato di ricerca in "Nuovi Media e Pratiche Critico-Curatoriali della Creazione Contemporanea" a partire dal 2024.

Tra i suoi professori: gli artisti Franko B, Marco Cingolani, Franco Fanelli, Stefano W. Pasquini, Claudio Pieroni e gli storici dell'arte contemporanea Luca Beatrice, Martina Corgnati, Guido Curto, Maria Teresa Roberto.

## Corsi
Presso l'Accademia Albertina sono istituiti i corsi di triennio e biennio (3+2) con un'offerta formativa di dieci specializzazioni: Pittura, Scultura, Decorazione, Grafica d'Arte, Scenografia per il cinema e il teatro, Nuove tecnologie dell'arte (NTA), Progettazione artistica per l'impresa (PAI), Comunicazione e valorizzazione del patrimonio artistico contemporaneo, Didattica dell'arte, Cinema - fotografia e audiovideo.
I corsi post-laurea sono a numero chiuso, e conferiscono l'abilitazione all'insegnamento delle discipline di arte e disegno.

## Partenariati
Oltre all'offerta formativa tradizionale, l'Accademia Albertina delle Belle Arti, collabora con altri enti favorendo la circolazione dei propri allievi all'interno del sistema dell'arte. L'Accademia Albertina in partenariato con enti privati e enti regionali o comunali come la Dena Foundation for Contemporary Art, Accademia di Belle Arti di Brera, Settore Giovani del Comune di Milano e il Centre Culturel Francais di Milano (collaborazione attiva dal 2003 ad oggi), Dipartimento della Gioventù, Ministero per i Beni e le Attività Culturali, PARC – Direzione generale per la qualità e la tutela del paesaggio l'architettura e l'arte contemporanea, GAi, Accademia Albertina, Fondazione Museion, Comune di Torino con Fondazione Spinola Banna per l'Arte e Unicredit Private Banking (collaborazione attiva nel 2007-2008), Fondazione Sparkasse, Fondazione Cariplo, Free Undo consegna borse di studio a artisti e curatori diplomati presso l'accademia, offrendo la possibilità di svolgere un periodo di residenza presso il Centre International d'Accueil et d'Echanges des Recollets a Parigi, nell'ambito dei premi Artists and curators-in-Residence Program e Upload an Artist.